# Theresa Benér
Theresa Kristina Ollén Benér, född 5 juli 1961 i Slottsstadens församling i Malmö, är en svensk kulturjournalist och teaterkritiker.

## Biografi
Theresa Benér har en filosofie kandidatexamen i drama-teater-film från Lunds universitet. Hon har skrivit teaterkritik och kulturjournalistik i Svenska Dagbladet som frilans sedan 1985. Hon har också medverkat regelbundet i OBS Kulturkvarten i Sveriges Radio P1 och på Kvällspostens kultursida och hon sitter i juryn för Kvällspostens Thaliapris. Benér är inriktad på europeisk samtidsteater. Theresa Benér är dotter till litteraturprofessorn Gunnar Ollén.